# Саланг (перевал)
35°18′49″ пн. ш. 69°02′14″ сх. д. / 35.313721° пн. ш. 69.037259° сх. д.
Перевал Саланг (перс. كتل سالنگ Kotal-e Sālang) (Висота — 3878 м над рівнем моря) — основний перевал, котрий з'єднує Північний Афганістан з провінцією Парван, з подальшим виходом на провінцію Кабул і Південний Афганістан Розташований на кордоні провінції Парван і провінції Баглан, на схід від Кушанського перевалу. Річка Саланг розпочинається поблизу перевалу і тече на південь.
Перевал перетинає гори Гіндукуш, в середині XX сторіччя було побудовано тунель Саланг, який проходить під ним на висоті близько 3400 м. До будівництва дороги і тунелю, основним маршрутом між Кабулом і Північним Афганістаном був перевал Шибар, проте маршрут на три дні довший.

## Галерея

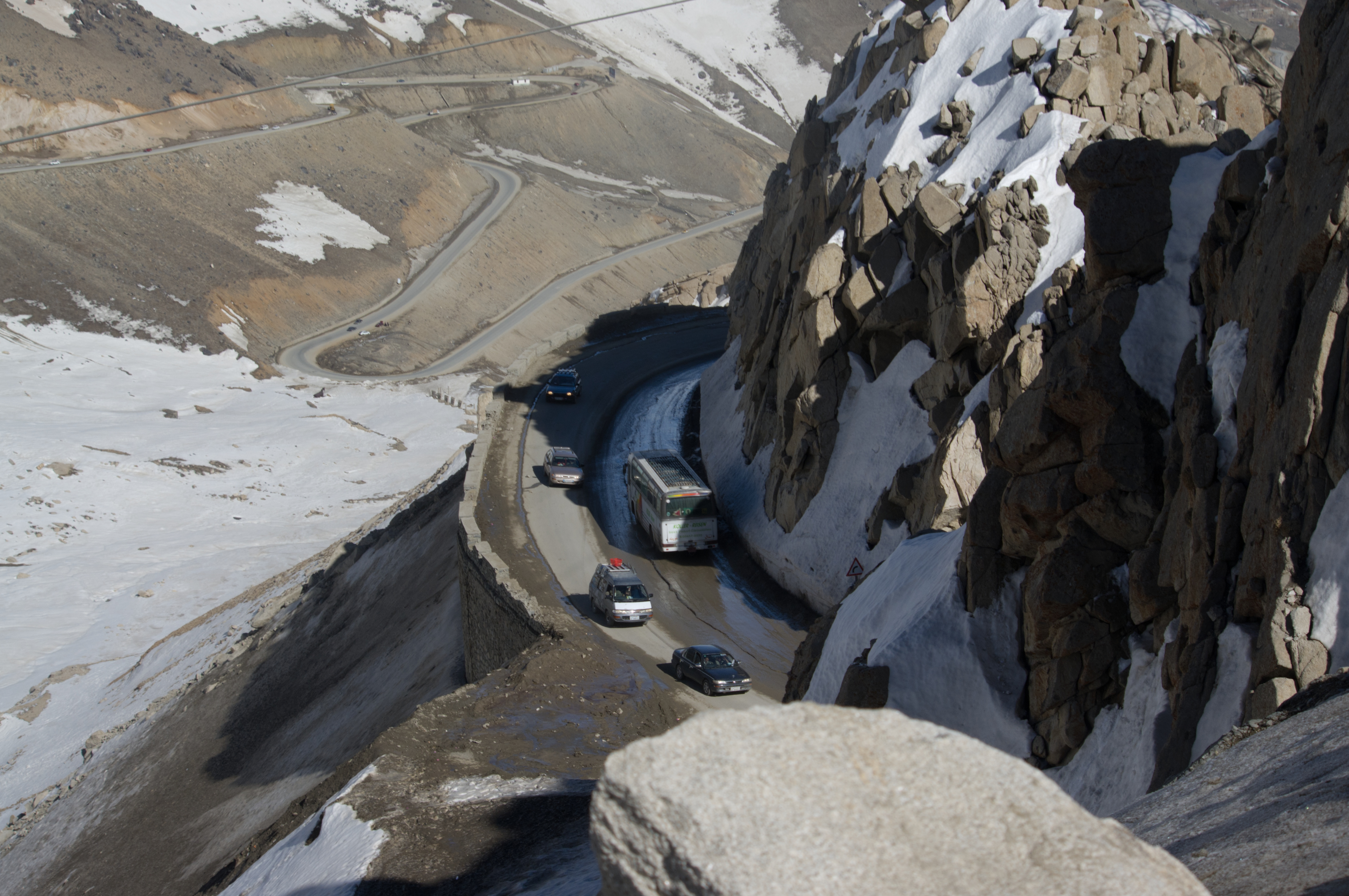
Серпантин на перевалі Саланг
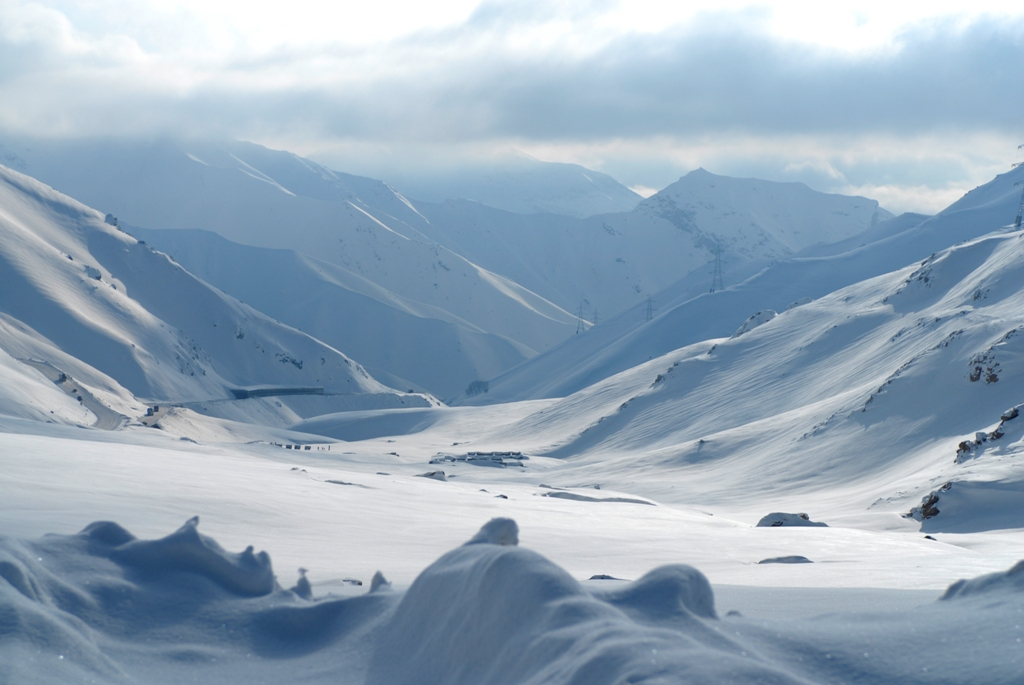
Перевал Саланг 30 січня 2009
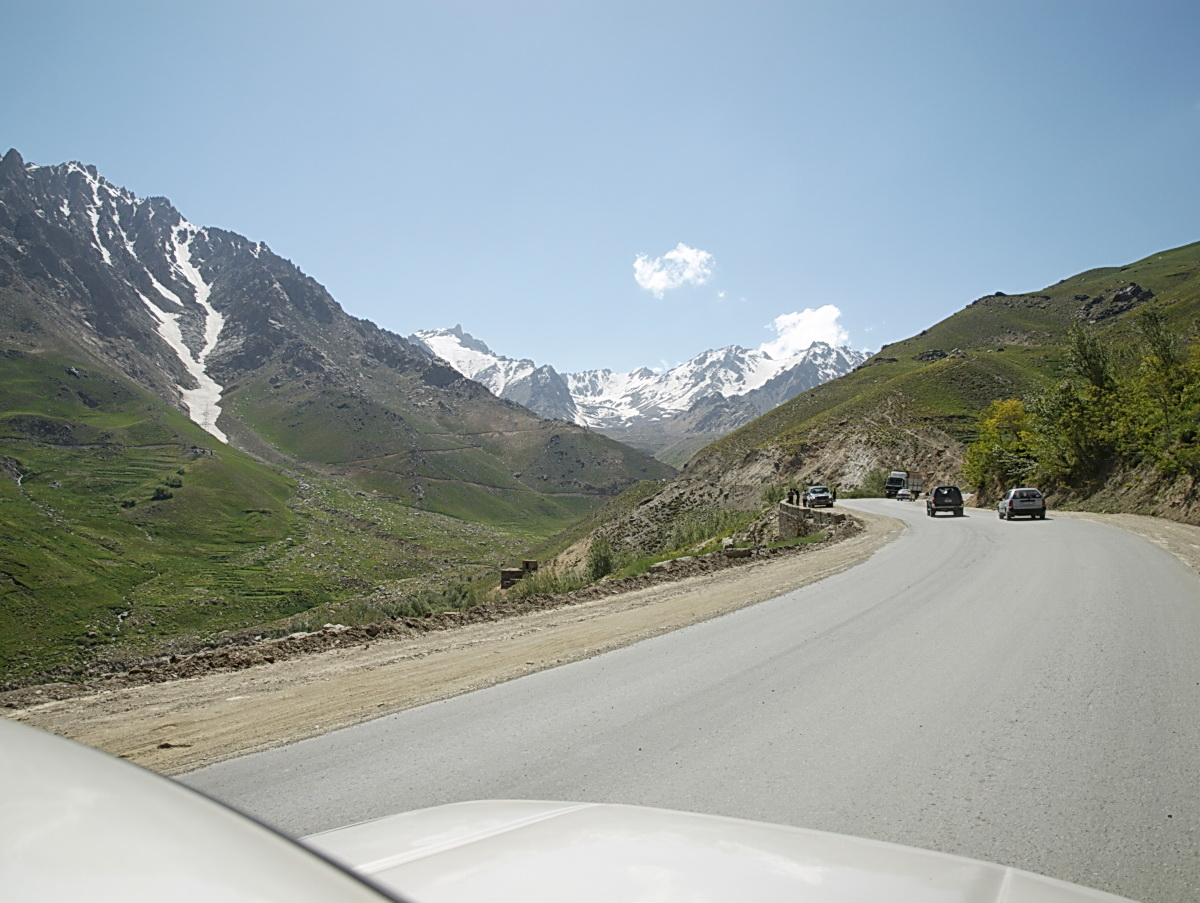
Шлях на Саланг
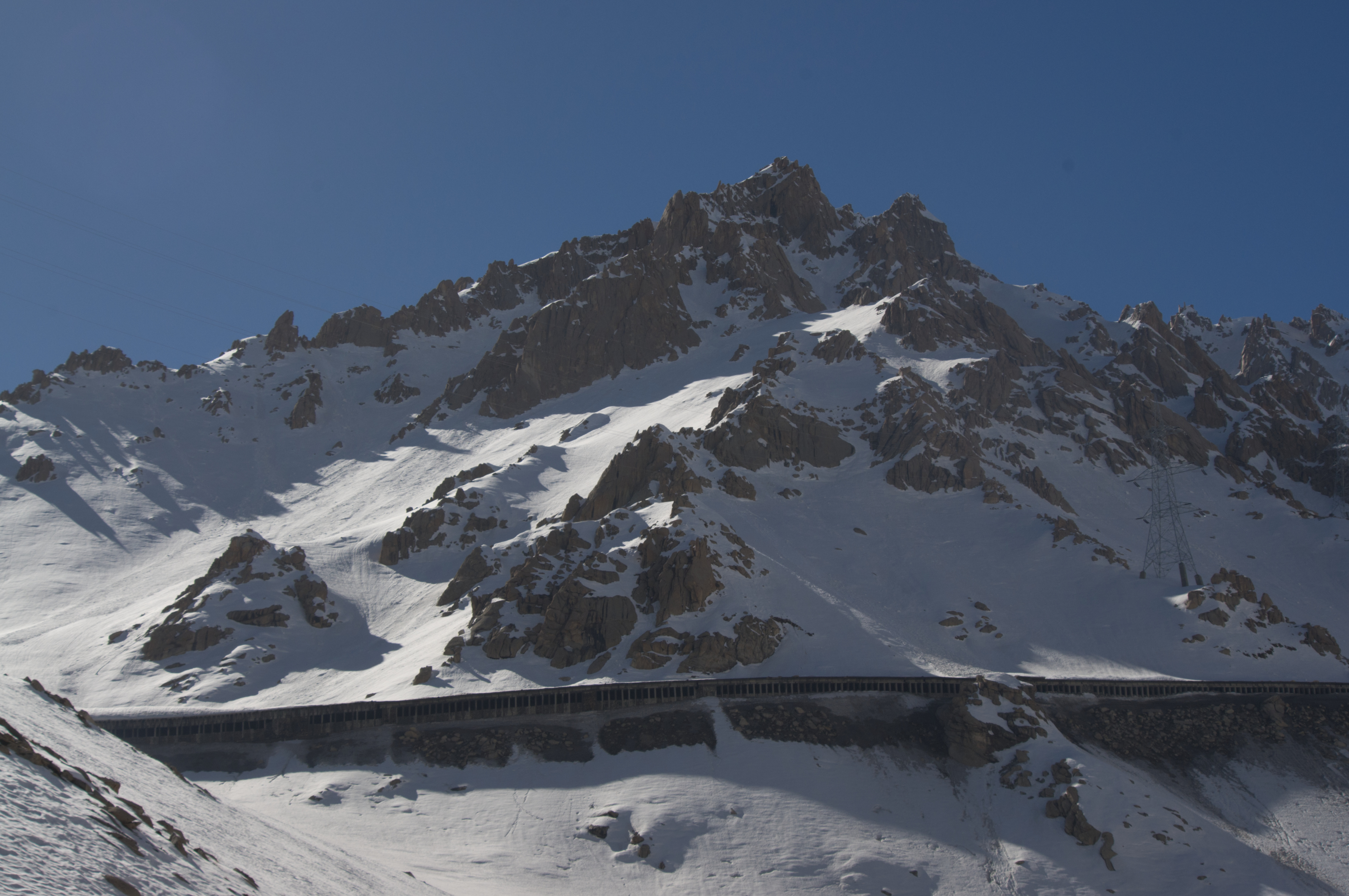
Тунель Саланг
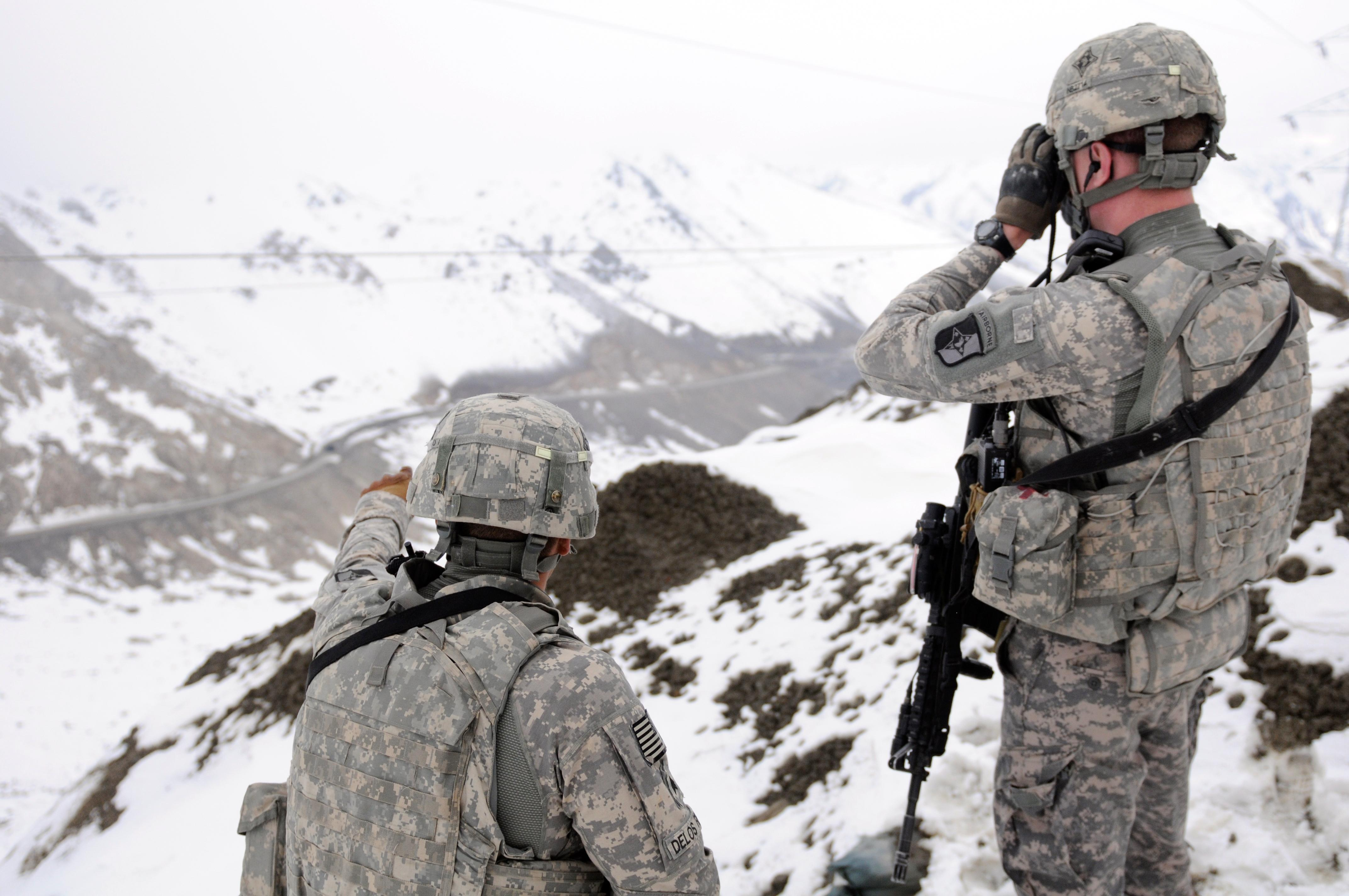
Американські вояки на перевалі березень 2011
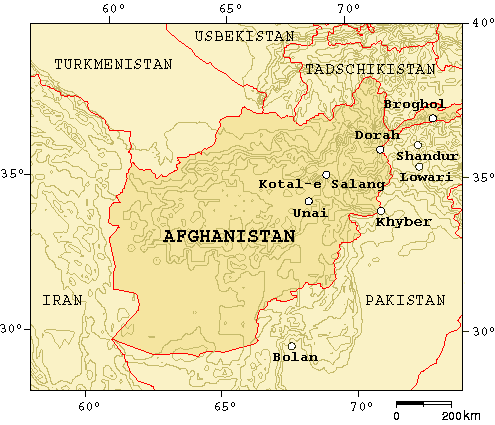
Мапа гірських хребтів Афганістану